# Daniel Sidney Warner
Daniel Sidney Warner, född 25 juni 1842 i nuvarande Marshallville, Ohio, död 12 december 1895 i Grand Junction, Michigan, var en tongivande förkunnare inom 1800-talets amerikanska helgelserörelse. 
Warner kom till tro under ett metodistiskt väckelsemöte, anslöt sig sedan först till General Eldership of the Church of God under ledning av John Winebrenner och därefter till National Holiness Association inom vilken han var verksam som predikant.
Den 1 oktober 1881 höll Warner ett berömt tal i Beaver Dam, Indiana inför ett trettiotal personer tillhörande Northern Indiana Eldership of the Church of God.
Han tog avstånd från all sekterism och splittring inom den kristna kyrkan och deklarerade att det nytestamentliga församlingsidealet måste återupprättas i den yttersta tiden, som Warner menade var nära förestående. Fem personer anslöt sig till hans lära.
Två veckor senare höll Warner ett liknande tal i Carson City, Michigan som ledde fram till bildandet av, vad som idag kallas, Church of God (Anderson).

## Eskatologi
I likhet med predikanten William Miller ägnade sig Daniel S Warner åt matematiska beräkningar om tidens slut, utifrån bland annat Daniels bok och Uppenbarelseboken. I boken Birth of a Reformation delade han in kristendomens historia i fyra epoker: 
- Gryningsljusets tid (den urkristna församlingen)
- Påvedömets mörka tidsålder, 1260 år från år 270 till 1530 (byggande på tidsangivelsen 1260 dagar i Uppb. 11:3 och 12:6)
- Protestantismens dunkla tid av sekterism och splittring i 350 år (beräknat utifrån "en tid och tider och en halv tid" i Dan 7:25, 12:7 och Uppb. 12:14)
- Aftonljusets tid (Sakarja 14:7) från 1880 då Guds församling började återupprättas efter biblisk förebild